# BMI Awards
O BMI Awards é uma cerimônia anual de prêmios concebidos a compositores em vários gêneros, organizada pela Broadcast Music Incorporated. Os prêmios são: BMI Christian Music Awards, BMI Country Awards, BMI Film & TV Awards, BMI Latin Awards, BMI London Awards, BMI Pop Awards, BMI R&B/Hip-Hop Awards e o especial BMI Trailblazers Honors. Cada um ocorre em cidades diferentes anualmente. O prêmio principal para música pop foi estabelecido em 1952. O 63º BMI Pop Awards ocorreu no Beverly Wilshire Hotel em Beverly Hills, California, 13 de maio de 2015.
Na premiação de 10 de maio de 2016, Taylor Swift venceu o primeiro Taylor Swift Award, igualando a Michael Jackson como único artista que recebeu o prêmio com seu nome no BMI.